# N. David Mermin

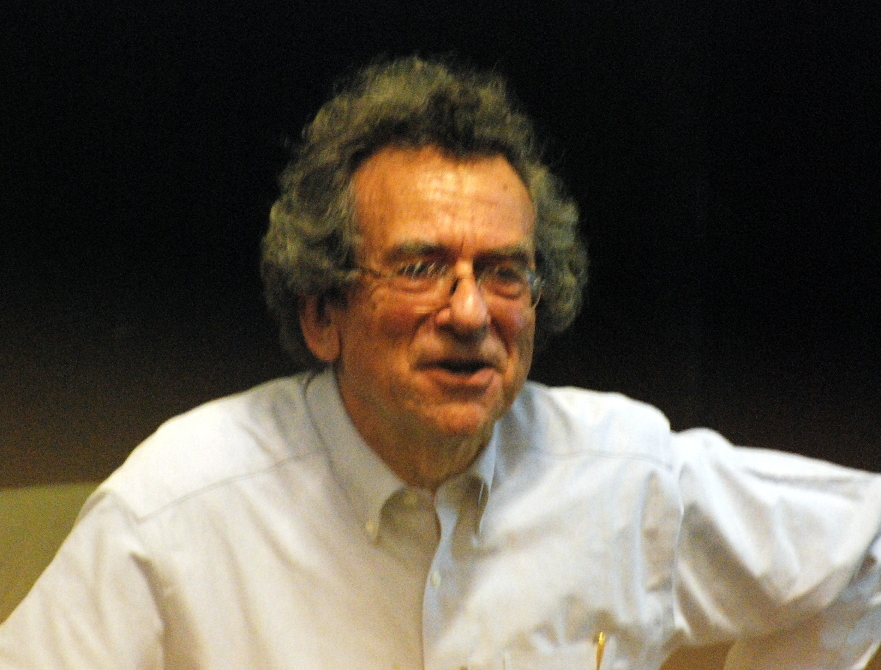
David Mermin

N. David Mermin (* 30. März 1935 in New Haven, Connecticut) ist ein US-amerikanischer theoretischer Physiker. Er ist emeritierter Professor an der Cornell University. Seine Hauptgebiete sind Statistische Physik, Tieftemperaturphysik, Festkörperphysik und die Grundlagen der Quantenmechanik.

## Leben
Mermin studierte an der Harvard University. 1956 machte er seinen Bachelor in Mathematik, 1961 promovierte er in Physik. Er arbeitete an der University of Birmingham und der University of California, San Diego. 1964 wurde er Assistant Professor an der Cornell University, 1967 Associate Professor und 1972 Full Professor. Zwischen 1984 und 1990 leitete er dort das Laboratory of Atomic and Solid State Physics. 2006 wurde er emeritiert.

## Werk
Mermins erste Arbeiten beschäftigten sich mit der Statistischen Physik, nach ihm und Herbert Wagner benannt ist dort das Mermin-Wagner-Theorem. In der Tieftemperaturphysik arbeitete er an der Fermi-Flüssigkeit und superfluidem Helium-3. In der Festkörperphysik geht die Mermin-Lindhard-Konstante auf seine Arbeiten zurück, ebenso eine Verallgemeinerung des Hohenberg-Kohn-Theorems (Fall endlicher Temperatur, 1965).
Später arbeitete er an Grundfragen der Quantentheorie, wie sie von John Stewart Bell angestoßen wurden. Er beschäftigte sich mit den Bellschen Ungleichungen, dem Kochen-Specker-Theorem und dem EPR-Effekt. Außerdem leistete er auch Beiträge zur theoretischen Kristallographie hinsichtlich aperiodischer Kristalle und interessiert sich für Quantencomputer.
Mermin schrieb wichtige Lehrbücher, unter anderem das Standardwerk Solid State Physics mit Neil Ashcroft. Bekannt ist er auch durch seine langjährige Kolumne in der Zeitschrift Physics Today. Auch beteiligt er sich an Arbeiten und Diskussionen der Wissenschaftstheorie und soziologischen Untersuchungen des Wissenschaftsbetriebs.
Obwohl es oft fälschlicherweise Richard Feynman zugeschrieben wird, prägte Mermin den Ausdruck “Shut up and calculate!” (deutsch: „Halt die Klappe und rechne!“), um seine Reaktion auf die Kopenhagener Deutung der Quantenmechanik zusammenzufassen.

## Ehrungen
Mermin ist Mitglied der American Physical Society, der American Academy of Arts and Sciences, der National Academy of Sciences, der American Association for the Advancement of Science und der American Philosophical Society (2015). Er war Sloan Research Fellow (1966 bis 1970) und Guggenheim Fellow (1970/71). Zu den von ihm gewonnenen Preisen gehören der Julius-Edgar-Lilienfeld-Preis der APS, der Klopsteg-Memorial-Preis der American Association of Physics Teachers, der Russell Distinguished Teaching Award der Cornell University und der Majoranapreis. Er hielt viele Gastvorlesungen an internationalen Universitäten, etwa 2002 die Wolfgang-Paul-Vorlesung in Bonn.